# حسن عاشور
حسن عاشور (انگلیسی: Hassan Achour؛ زادهٔ ۱۴ مارس ۱۹۳۸) بازیکن سابق و مربی فوتبال اهل الجزایر است.
وی همچنین در تیم ملی فوتبال الجزایر بازی کرده‌است.